# Taldomsky (huyện)
Huyện Taldomsky (tiếng Nga: ? райо́н) là một huyện hành chính tự quản (raion), của Tỉnh Moskva, Nga. Huyện có diện tích 1459 km², dân số thời điểm ngày 1 tháng 1 năm 2000 là 49300 người. Trung tâm của huyện đóng ở Taldom.